# Оплождане
Оплождане се нарича процесът, при който в яйцеклетката прониква сперматозоид. Започва да се формира нов индивид, това е началото на бременността. Зачеването е сложен процес. В месечния цикъл на жената единствено по време на овулацията може да се осъществи зачеването, като овулацията е много кратка. Шансът на жената да зачене се свежда до рамките на 12 – 24 часа.

## Предпоставки
За да се осъществи зачеването са нужни:
- годна яйцеклетка
- качествен сперматозоид
- точен отрязък от време

Понякога сперматозоидите не пристигат навреме до яйцеклетката, не преживяват достатъчно, нямат нужната концентрация. Далеч не е вярно твърдението, че един сперматозоид е достатъчен, защото в естествени условия са нужни милиони сперматозоиди, които помагат на този „един“, като атакуват този комплекс и самата яйцеклетка, за да я „предразположат“ да поеме сперматозоида.

## Проблеми
Понякога зачеването може да не доведе до нормално развитие на бременността. Има няколко причини:
- Яйцеклетката се отделя от фоликула (намиращ се на повърхността на яйчника), обградена от стотици клетки. В редки случаи този комплекс може да не съдържа яйцеклетка – „кухо яйце“.
- Невинаги яйцеклетката се опложда правилно. Понякога пропуска повече от един сперматозоид, като резултатът е неразвиващ се ембрион или спонтанен аборт в ранен етап, много преди теста за бременност.
- Невинаги лигавицата на матката е готова да посрещне ембриона и да му „позволи вгнездяване“ или т.нар. имплантация.

## Процес
При половия акт спермата се излива предимно в задния влагалищен свод. Моторната активност на матката при полово сношение е особено силно изразена през времето на оргазма, когато се забелязва съкращение на целия полов апарат. В резултат на тези съкращения се отделя секрет от цервикалните жлези и става навлизането на сперматозоидите в матката, а оттам в тръбите, където те живеят приблизително 2 дни (установено е обаче, че оплождане може да стане и без оргазъм). Смята се, че концепционният оптимум е по времето на овулацията: 14 – 16-ият ден, а концепционният минимум: преди, по време на и след менструацията. По изключение освен правилен овулационен цикъл има и патациклични овулации, поради които оплождането е възможно по всяко време.
Овулация настъпва, когато граафовият фоликул, достигнал размери 10 – 12 мм, се пукне и се отдели яйцеклетка, която попада във фалопиевата тръба. Яйцеклетката не притежава способност да се придвижва сама. За да попадне в маточните тръби тя бива заловена от техните фимбри. Яйцеклетката може да бъде оплодена в срок от 8 – 12 часа. Перисталтичните движения на тръбите осигуряват контакта на яйцеклетката и сперматозоида и помагат за оплождането (от значение е и психичното състояние на жената – стрес от неврогенен произход може да доведе до спазъм и да затрудни придвижването в маточните тръби). Оплождането се извършва от един от милионите сперматозоиди, отделени при еякулация. Останалите, достигнали до яйцеклетката, улесняват по ензимен път пенетрацията на оплождащия сперматозоид. По повърхността на яйцеклетката, срещу главичката на сперматозоида се образува издутина – възприемащо хълмче – през която сперматозоида навлиза. Обвивките на яйцеклетката: corona radiate и zona pellucida, представляват последното препятствие, което най-жизнеспособният сперматозоид трябва да преодолее. Това става благодарение на хиалуронидазата, която разтваря хиалуроновата киселина, съдържаща се в клетките на обвивките. След като навлезе в протоплазмата на зрялата яйцеклетка, полуядрото на сперматозоида (½ от броя на хромозомите) се слива с полуядрото на яйцеклетката – образува се зигота. След внедряването на сперматозоида в яйцеклетката около нея се образува особена обвивка, която пречи на другите сперматозоиди да проникват в нея. С това процесът на оплождане е завършен.